# Adele Ramos
Adele Ramos là nhà thơ, nhà văn, nhà báo và nhà xuất bản sách người Belize. Bà là trợ lý biên tập của tờ Amandala, tờ báo lá cải được lưu hành rộng rãi nhất ở Belize, xuất bản hai lần mỗi tuần.

## Tiểu sử
Ông của Adele Ramos là Thomas Vincent Ramos, nhà lãnh đạo thổ dân Garifuna (một trong những thổ dân châu Mỹ phần lớn sống ở đảo St. Vincent), và là nhà hoạt động chính trị. Ông và cha của bà đều tham gia viết báo cho tờ Amandala.
Ngoài việc viết truyện ngắn, sáng tác thơ, Adele Ramos còn soạn nhạc. Năm 2005, bà sáng lập và làm chủ tịch Hội Nhà thơ Belize, sau đó đổi tên thành Hội Nhà thơ và Nhà văn Belize. Tháng 11 năm 2006, bà tái đắc cử chủ tịch Hội Nhà thơ Belize. Bà cũng là người sáng lập Hội Nhà thơ Trực tuyến. Tháng 9 năm 2006, Hội nhà thơ Belize, đứng đầu là Adele Ramos, tổ chức triển lãm thơ đầu tiên trên đất nước Belize tại Học viện Bliss. Triển lãm trưng bày tác phẩm của các nhà thơ kỳ cựu như George Price, John Alexander Watler, Corrinth Lewis, Evan X Hyde và Myrna Manzanares. Triển lãm này còn trưng bày tác phẩm của các nhà thơ đương đại, các đĩa CD và DVD.
Adele Ramos cho ra mắt 2 đĩa CD: Red Graffiti (thể loại nhạc và thơ), và Black Orchid Raw: Tập 1 (thể loại đọc thơ diễn cảm).